# Restaurador
Die Restaurador war ein venezolanisches Kanonenboot, das 1883 von dem amerikanischen Eisenbahnmillionär Jay Gould als Privatyacht gebaut worden war und seinerzeit als die größte Luxusyacht der Welt galt. Nachdem die Yacht 1900 von der venezolanischen Regierung als Kriegsschiff angekauft worden war, wurde die nun in Restaurador (spanisch: Der Erneuerer) umbenannte Atalanta im venezolanischen Bürgerkrieg eingesetzt und jagte vergeblich den berüchtigten Rebellendampfer Ban Righ. Im Dezember 1902 wurde die Restaurador von dem deutschen Kleinen Kreuzer Gazelle im Hafen von Guanta im Zuge der Venezuela-Krise als Teil deutscher Kanonenbootpolitik besetzt und unter der Flagge der Kaiserlichen Marine als Wachschiff in Dienst gestellt. Sie nahm unter dem Kommando von Kapitänleutnant Titus Türk an der internationalen Blockade teil; die amerikanische Boulevardpresse bezeichnete daraufhin Türk und seine Mannschaft als „Piraten der Karibik“. Nach dem Ende der Blockade wurde die Restaurador wieder der venezolanischen Marine übergeben. Im Sommer 1903 nahm sie an den Kampfhandlungen gegen Ende des Bürgerkriegs teil, der General Cipriano Castro endgültig als Präsidenten bestätigte. Die Restaurador wurde 1920 in General Salom umbenannt und 1950 abgewrackt.

## Vorgeschichte

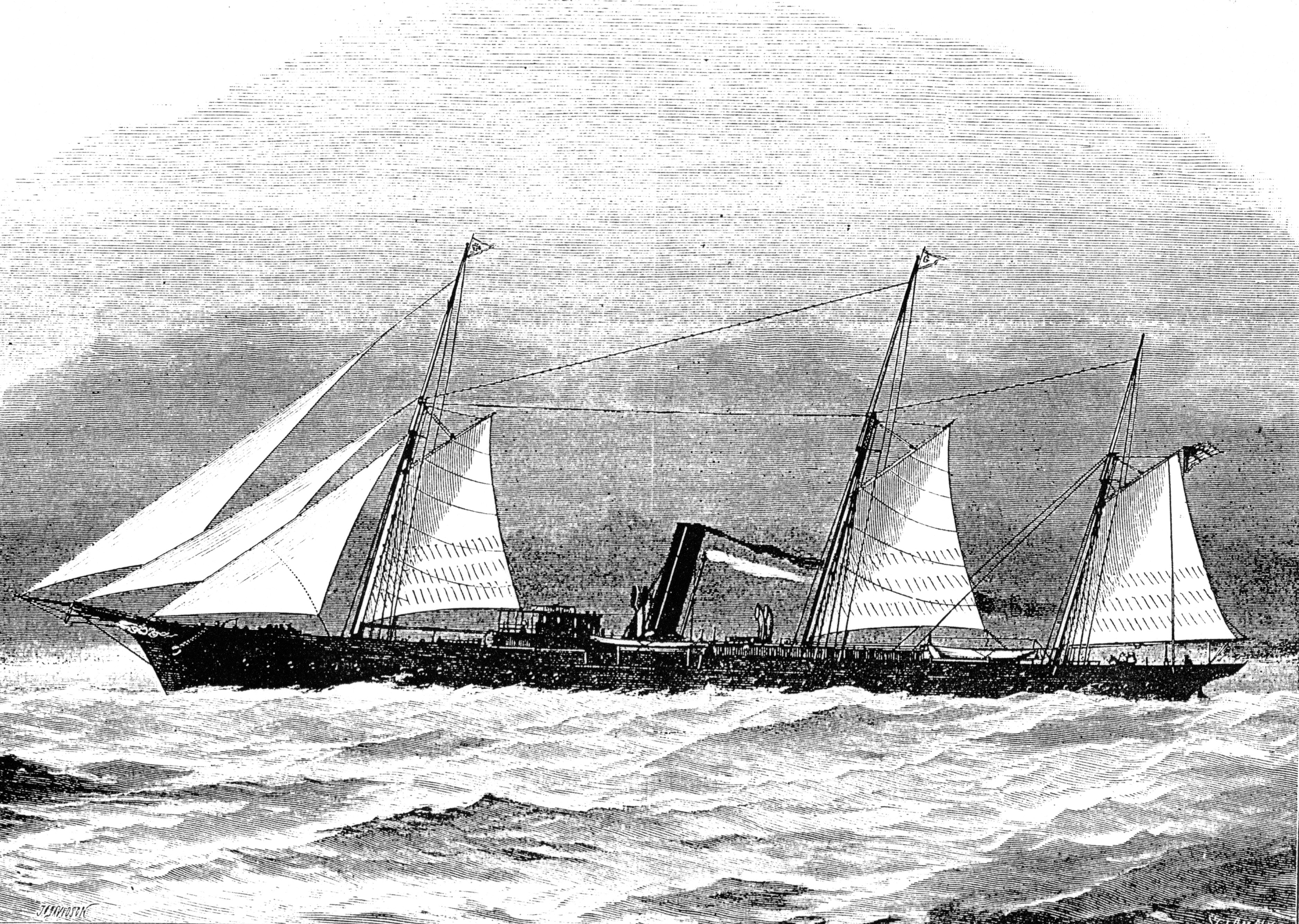
Amerikanische Yacht Atalanta von Jay Gould 1884, später venezolanisches Kanonenboot Restaurador. „Scientific American“ vom 15. November 1884

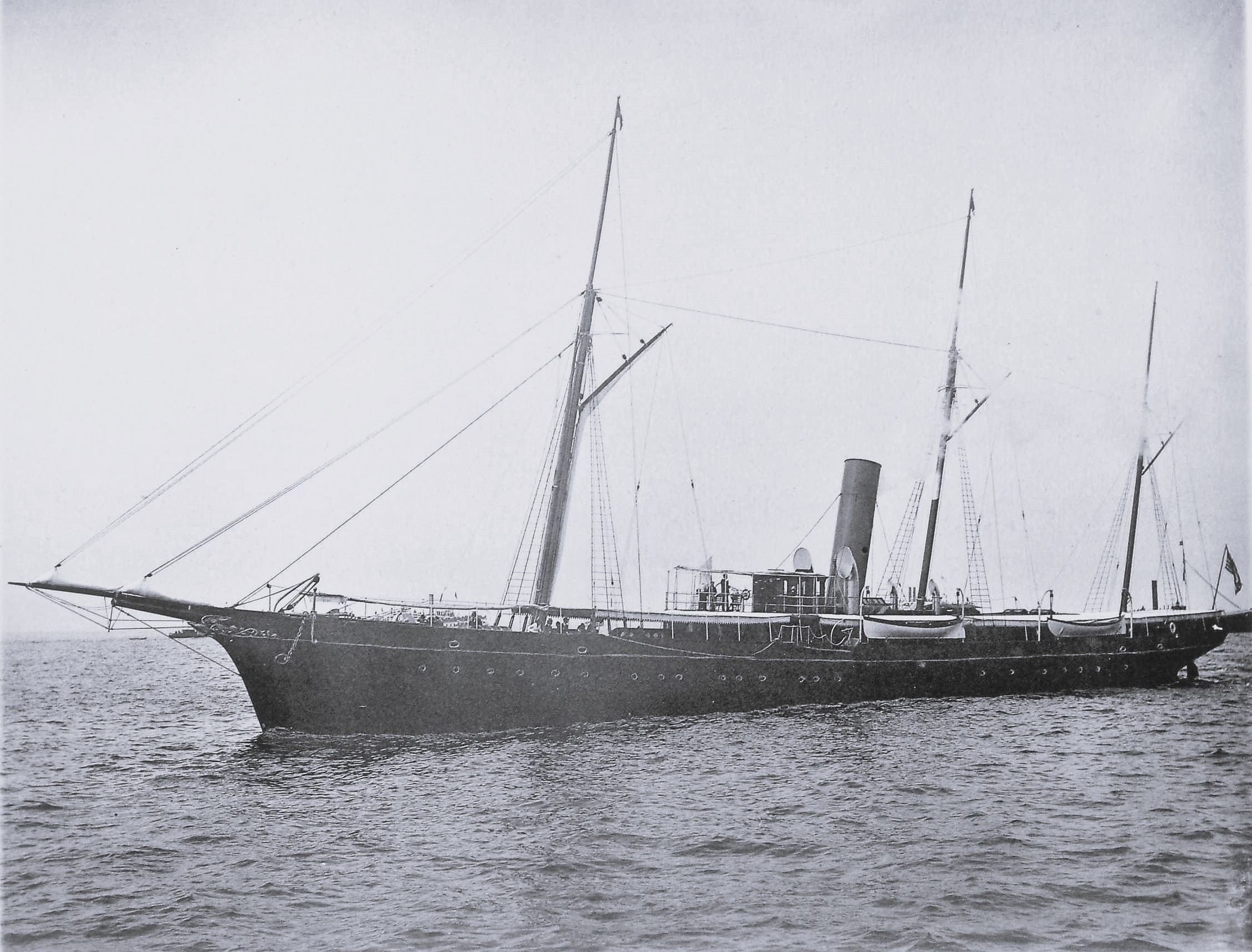
Stebbins-48-Atalanta

Die Atalanta war bei ihrer Fertigstellung die größte und schnellste Yacht der Welt und mit modernster Technik ausgerüstet, wie Türk schrieb: „Die Form des mit drei hohen Masten mit Stengen getakelten und weit ausspringendem Bug versehenen Schiffes war eine sehr hübsche, die innere Einrichtung der Salons und Wohnräume eine selten schöne zu nennen. Alles in Eichenholz oder Zedernholz geschnitzt, eigentlich jeder Schreibtisch, jedes Büfett ein Kunstwerk. Alle Vorhänge, die Bezüge der schweren geschnitzten Lehnsessel und Sofas aus Seidenbrokat oder Atlas, in allen, auch den kleineren Zimmern große, prachtvoll geschliffene Spiegel, alle Fenster in Türen oder Deckslichtern geschliffenes Spiegelglas oder buntes Glas, der Rest des noch von uns vorgefunden Geschirrs, der Leuchter, Kronlampen aus schwer plattiertem Kupfer. Dazu elektrisches Licht, Dampfheizung, Eismaschinen und Kühlräume – kurz, ein Fahrzeug, wie es raffinierter ausgestattet kaum gebaut werden kann.“
Der Scientific American am 15. November 1884: „Her lines forward give an easy and graceful entrance in the water; her run is long and smooth, finishing with an elliptical overhanging stern of the true american type, a striking feature of this most perfect boat.“
Schon drei Monate nach der Fertigstellung gab es ein dramatisches Unglück: Am 4. September 1883 rammte die Yacht im Hafen von New York in voller Fahrt einen Hafenschlepper, der in der Mitte durchschnitten wurde und sofort sank; offenbar wurden einige Männer des Schleppers vermisst. Erstaunlicherweise trug die Atalanta keinerlei Beschädigungen davon.
Da Jay Gould am 2. Dezember 1892 starb, ging die Yacht offenbar in den Besitz seines Sohns Howard Gould, einem späteren Ehemann von Grete Mosheim, über. Dieser scheint die Atalanta aber nicht genutzt zu haben; jedenfalls wurde bereits im Oktober 1893 in der New York Times darüber spekuliert, ob sie nicht eventuell an die brasilianische Regierung verkauft werden sollte. Hintergrund war offenbar die Marinemeuterei in Rio de Janeiro (Revolta da Armada) 1893/94. Da sich die eigene Marine im Aufstand gegen die Regierung befand, um die Monarchie wieder zu errichten, kaufte diese in Europa und den Vereinigten Staaten Kriegsschiffe und Handelsfahrzeuge an, um eine neue Marine zu bilden. Der Verkauf fand nicht statt, und 1895 nahm die Atalanta an der Kieler Woche teil.
1899 beabsichtigte die kolumbianische Regierung, die Atalanta für 120.000 $ anzukaufen, wovon 80.000 $ für die Anschaffung des eigentlichen Schiffs und die Restsumme für die Bewaffnung eingeplant waren. Tatsächlich aber wurde die Jacht erst 1900 von der Regierung Cipriano Castro gekauft und in Restaurador umbenannt. Da sich Castro selbst als der „Erneuerer“ Venezuelas verstand, war der Name der Restaurador stark symbolisch aufgeladen. Zusammen mit dem gleichzeitig angekauften Kanonenboot bzw. Kreuzer Bolivar (ex Spanisch Galicia) verfügte Castro über die stärkste Marine im südkaribischen Raum, der Kolumbien nichts entgegenzusetzen hatte.

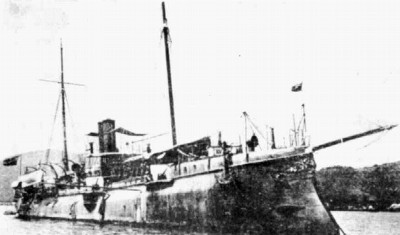
Cañonero Bolivar

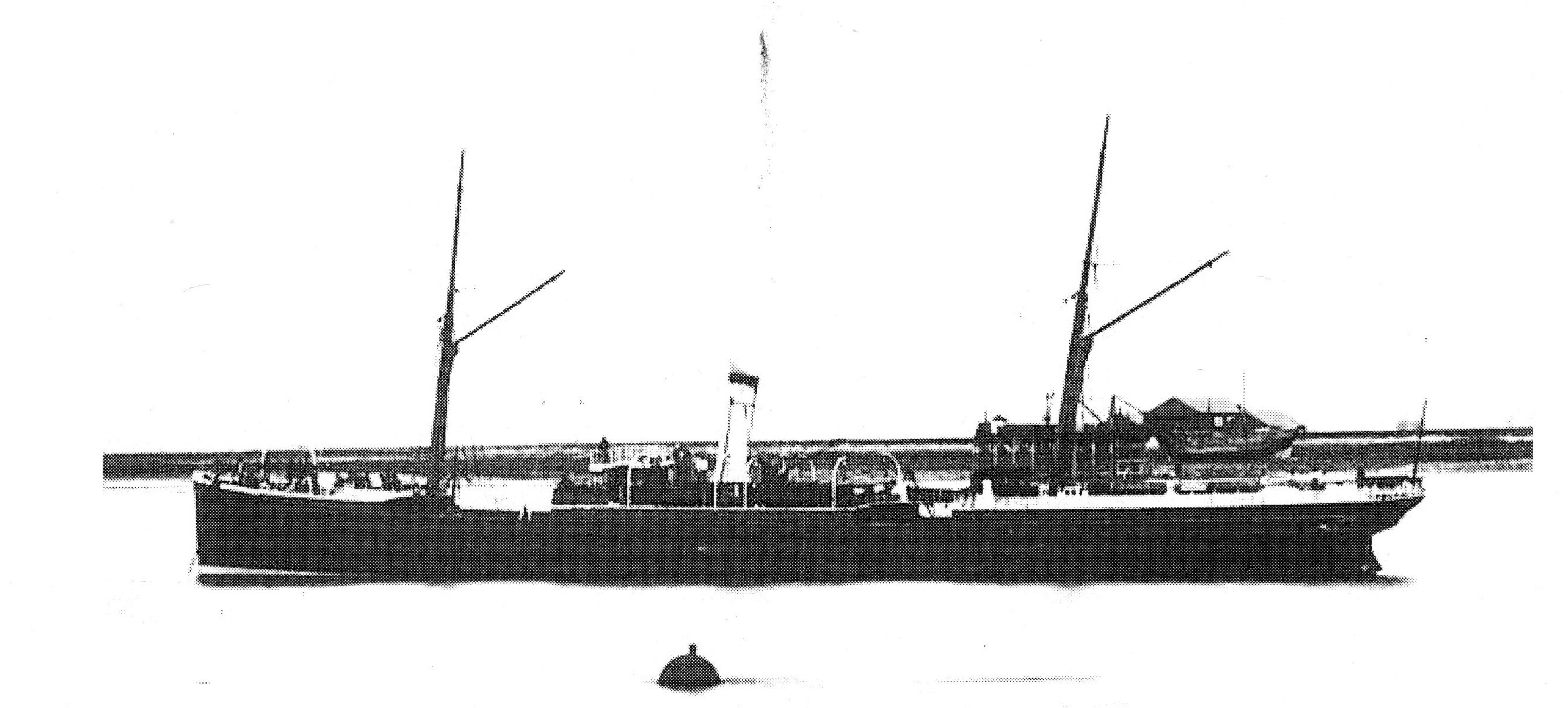
Britischer Dampfer Ban Righ um 1870. Aufnahmeort und Aufnahmedatum unbekannt

Tatsächlich diente aber die neue Marine keineswegs der Auseinandersetzung mit ausländischen Mächten, sondern der Abwehr von Filibusterunternehmen von Castros Gegnern. Die so genannten Liberalen versuchten von Kolumbien und dem holländischen Curaçao aus, auf dem Land- und Seeweg Expeditionen nach Venezuela zu senden, um lokale Aufstände auszulösen. Um ein Gegengewicht zur Bolivar und Restaurador zu besitzen, kaufte das Revolutionskomitee 1901 in London den Dampfer Ban Righ (schottisch: „Der weibliche König“, also die Königin, sprich: „Benn Rih“) an, der in Antwerpen zu einem Kriegsschiff umgerüstet wurde. Von Dezember 1901 bis März 1902 operierte die Ban Righ vor der Küste Venezuelas und schoss in einem Gefecht ein kleineres Kanonenboot der Regierung zum Wrack. Aufgrund von Maschinendefekten, die eventuell durch Sabotage entstanden, wurde der Rebellendampfer gefechtsunfähig. Er lag in Cartagena, Kolumbien, auf und wurde offenbar 1907 für die kolumbianische Marine angekauft.
Während der Jagd auf die Ban Righ war der Marineoffizier Román Delgado Chalbaud Kommandant der Restaurador. 27 Jahre später sollte er als General und Anführer einer Revolutionsjunta selbst ein Filibusterunternehmen gegen Venezuela unternehmen – gegen seinen früheren Weggefährten und nunmehrigen Präsidenten Juan Vicente Gómez. Wie die Revolutionäre von 1901 kaufte auch er im Ausland ein „Kriegsschiff“ an – den deutschen Dampfer Falke. Ende Dezember 1902 wurde die Restaurador im Zuge der Venezuela-Krise im Hafen von Guanta von einem Kommando des deutschen Kleinen Kreuzers Gazelle geentert.

## DieRestauradorals deutsches Hilfsschiff in der Venezuelablockade

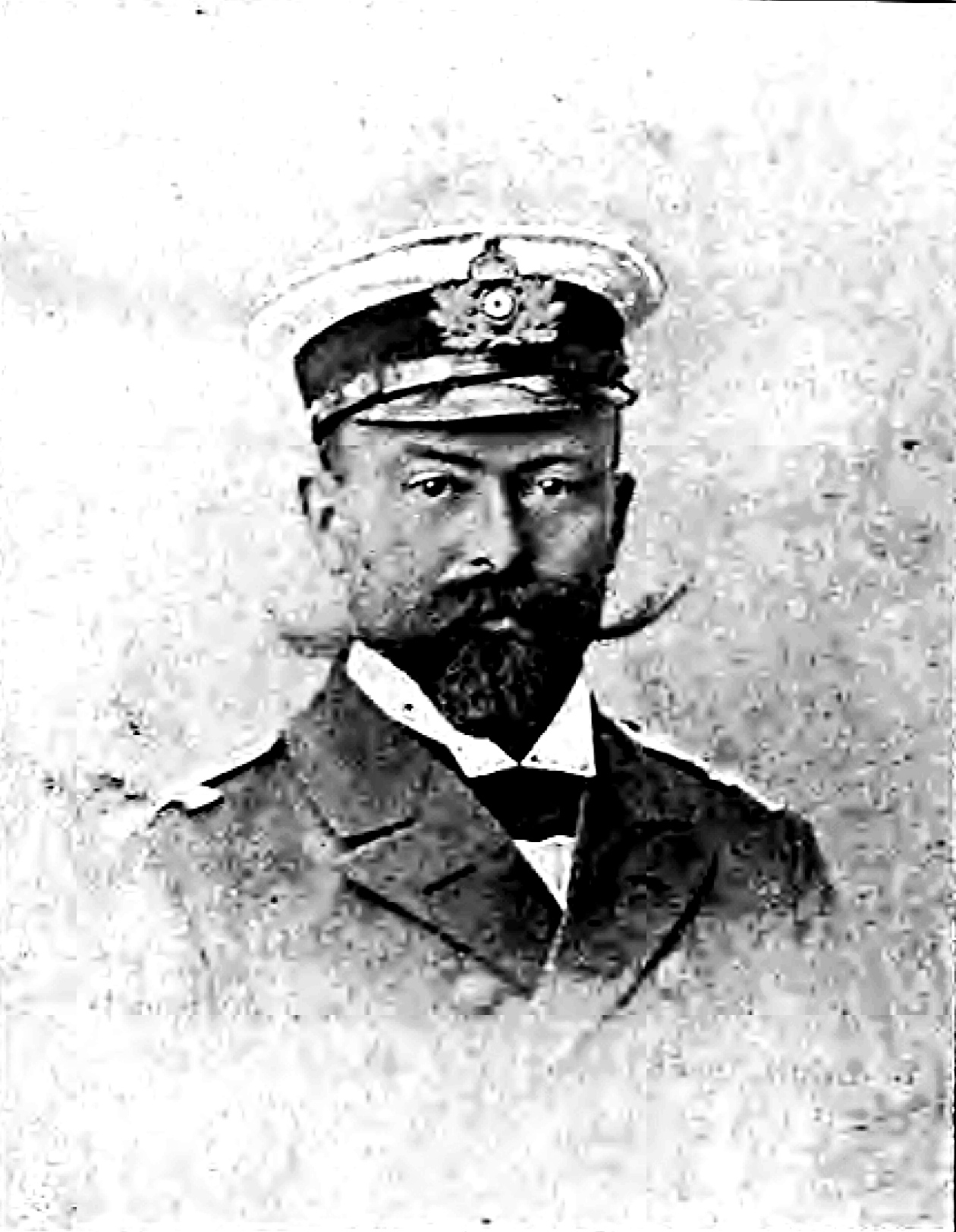
Kapitänleutnant Titus Türk

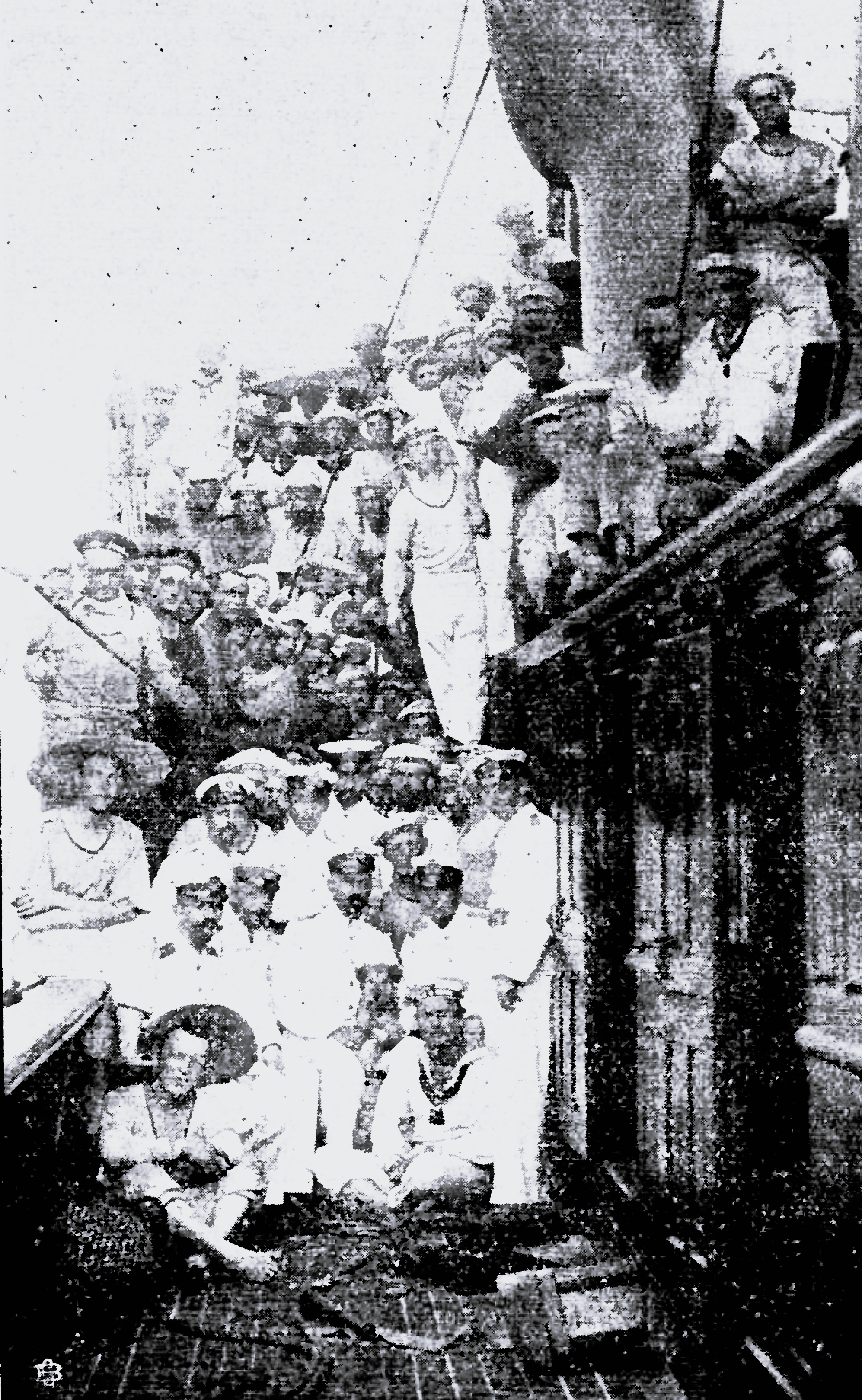
Deutsche Besatzung an Bord der Restaurador

Am 11. Dezember 1902 begann die Operation des Kleinen Kreuzers Gazelle gegen die Restaurador im Hafen von Guanta im Staat Anzoátegui. Am frühen Morgen erschien das Flaggschiff der Ostamerikanischen Kreuzerdivision, der Große Kreuzer Vineta unter Kommodore Georg Scheder, und teilte der Gazelle mit, dass das Ultimatum gegen die Regierung Castro abgelaufen und die Restaurador zu entern sei. Daraufhin wurde um 9.40 Uhr Leutnant zur See von Bechtolsheim mit einem Boot entsandt, um die Übergabe zu fordern:
„Holen Sie innerhalb 10 Minuten die Flagge nieder und verlassen Sie das Schiff. Jedem Versuch des Widerstandes werde ich mit rücksichtsloser Gewalt begegnen.“
Der Kommandant, Delgado Chalbaud, bat zwar um zehn Minuten Aufschub, doch das Kommando der Gazelle vermutete eine Kriegslist und begann sofort, ein Enterkommando auszusenden, das aus ihren vier Beibooten bestand: der Dampfpinnaß unter Türk, der Ruderpinnaß unter Oberleutnant zur See Hugo von Rosenberg, dem I. Kutter unter Oberleutnant zur See Hermann Lorey und der Jolle unter Bootsmannsmaat Materne.
Das Entern der Restaurador verlief ohne Widerstand von venezolanischer Seite. Die venezolanische Besatzung verließ unter Einhaltung des Protokolls das Kanonenboot. Eine an Land in Bereitschaft gehaltene Abteilung Infanterie griff nicht in die Enterung ein. Das Schiff wurde sofort in Betrieb genommen und Türk um 11.00 Uhr durch ein Signal der Vineta zum Kommandanten der Restaurador ernannt, die unter Reichskriegsflagge gestellt wurde. Die Bezeichnung Kreuzer durch Türk ist falsch und stammt mit Sicherheit von ihm selbst; in jeder Hinsicht, sowohl in Bezug auf ihre Größe als auch Bewaffnung, war die Restaurador ein Kanonenboot und wurde in den internationalen Flottenlisten auch als solches bezeichnet.

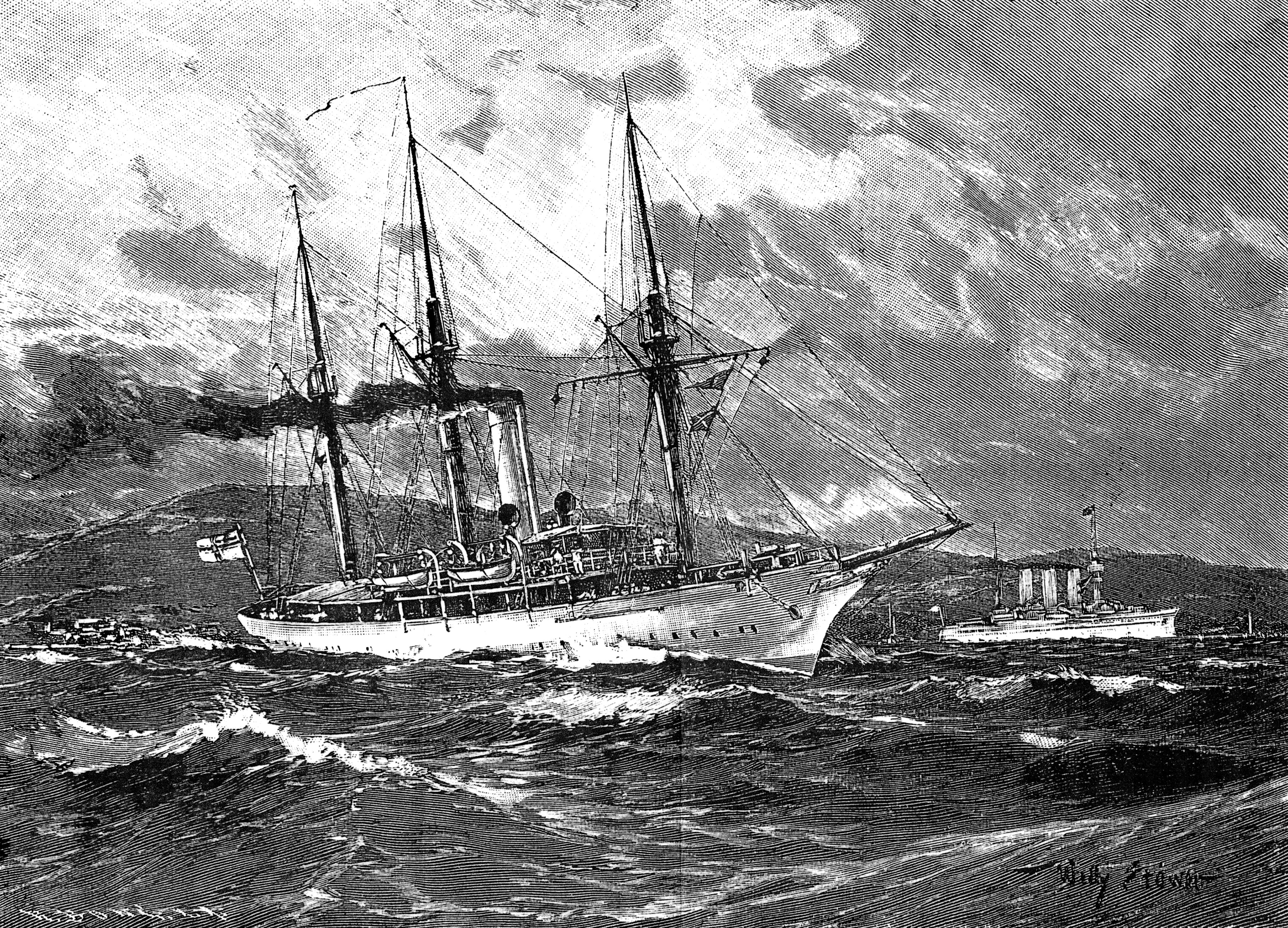
Die Restaurador 1903 vor der venezolanischen Küste, im Hintergrund die Vineta. Zeichnung von Willy Stöwer, um 1903

Aufgrund der starken Verwahrlosung des Schiffs trat die Restaurador zwecks einer gründlichen Überholung am 12. Dezember ihre Reise nach Port of Spain, der Hauptstadt von Trinidad an; seinerzeit eine britische Kolonie. Aufgrund der Verschmutzung der Schiffsräume wohnte die deutsche Besatzung auf dem Oberdeck unter den Sonnensegeln. Am 13. Dezember traf die Restaurador in Port of Spain ein, ein Prahm wurde als provisorischer Wohnort angemietet. In den nächsten Tagen wurde das Schiff gründlich durch Ausschwefeln desinfiziert, sämtliche Polstermöbel, Decken, Matratzen usw. zum Desinfizieren an Land gegeben und durch Kontraktarbeiter das Schiff gereinigt. Außerdem wurde es gründlich gestrichen und, soweit möglich, alle für ein Kriegsschiff notwendigen Hilfsgeräte installiert. Dabei erhielt die Besatzung ausgiebige Hilfe durch die britische Seite.
Am 24. Dezember fand dank eines echten Tannenbaums, den der deutsche Konsul in Port of Spain gestiftet hatte, eine Weihnachtsfeier statt, zu der neben dem Konsul auch deutsche Residenten auf Trinidad geladen wurden. Am 10. Januar 1903 war die Restaurador halbwegs fertiggestellt, allerdings betrug der Gebrauchsdruck der Kessel statt 120 Pfund pro Quadratzoll lediglich 45, also nur ein Drittel der eigentlich notwendigen Leistung. Immerhin ließ sich damit noch eine Höchstgeschwindigkeit von 8 kn erzielen. Am Abend des 10. Januar traf die Restaurador in Puerto Cabello ein, und am 12. Januar wurde das Schiff dort durch Kommodore Scheder inspiziert.
Zwei Tage später, am 14. Januar, begann die Restaurador den Blockadedienst. Ziel war die Unterbindung des Schmuggelhandels mit dem Festland. Letztlich war das Schiff auf diese Aufgabe nur unzureichend vorbereitet. Auch wenn Türk dies nur andeutet, so wird doch deutlich, dass die defekte Maschine die Seefähigkeit des Schiffs stark beeinträchtigte. Hinzu kam ein Manko, das typisch ist für Handelsschiffe, die nachträglich zu Kriegsschiffen umgerüstet werden: Mangelnde Stabilität durch die Aufstellung zu schwerer Geschütze, vor allem am Bug: „Die Restaurador schlingerte so stark, daß der Regelkompaß samt Säule aus der Deckverankerung gerissen wurde – der einzig brauchbare Kompaß an Bord. Er konnte allerdings einige Tage später wieder repariert werden.“
Am 16. Januar befand sich das Kanonenboot vor dem Hafen von Tucacas im Staat Falcón; heute ein beliebter Ferienort. Der Hafen befand sich in der Hand der Regierungstruppen, so dass Türk die Besatzung auf eine mögliche Enterung durch den Gegner vorbereitete (Kommando: „Enter abschlagen!“). Dazu dienten auch an Bord vorgefundene Mauser-Gewehre, die wieder in Stand gesetzt wurden. In der Nacht zum 17. Januar platzte jedoch das Hauptdampfrohr. Mit einfachsten Mitteln wurde das Rohr in 40 Stunden repariert, während das Schiff praktisch bewegungsunfähig war. Wie verzweifelt die Situation an Bord war, sieht man daran, dass geplant war, das Brandungsboot mit einem Segel zu versehen und damit das Flaggschiff zu suchen, das sich bei Puerto Cabello befinden musste. Doch gelang es rechtzeitig, eine nächtliche Scheinwerferverbindung zur Vineta herzustellen, die den Kleinen Kreuzer Falke detachierte. Dessen Kommandant und der Leitende Ingenieur billigten die Reparaturmaßnahmen.

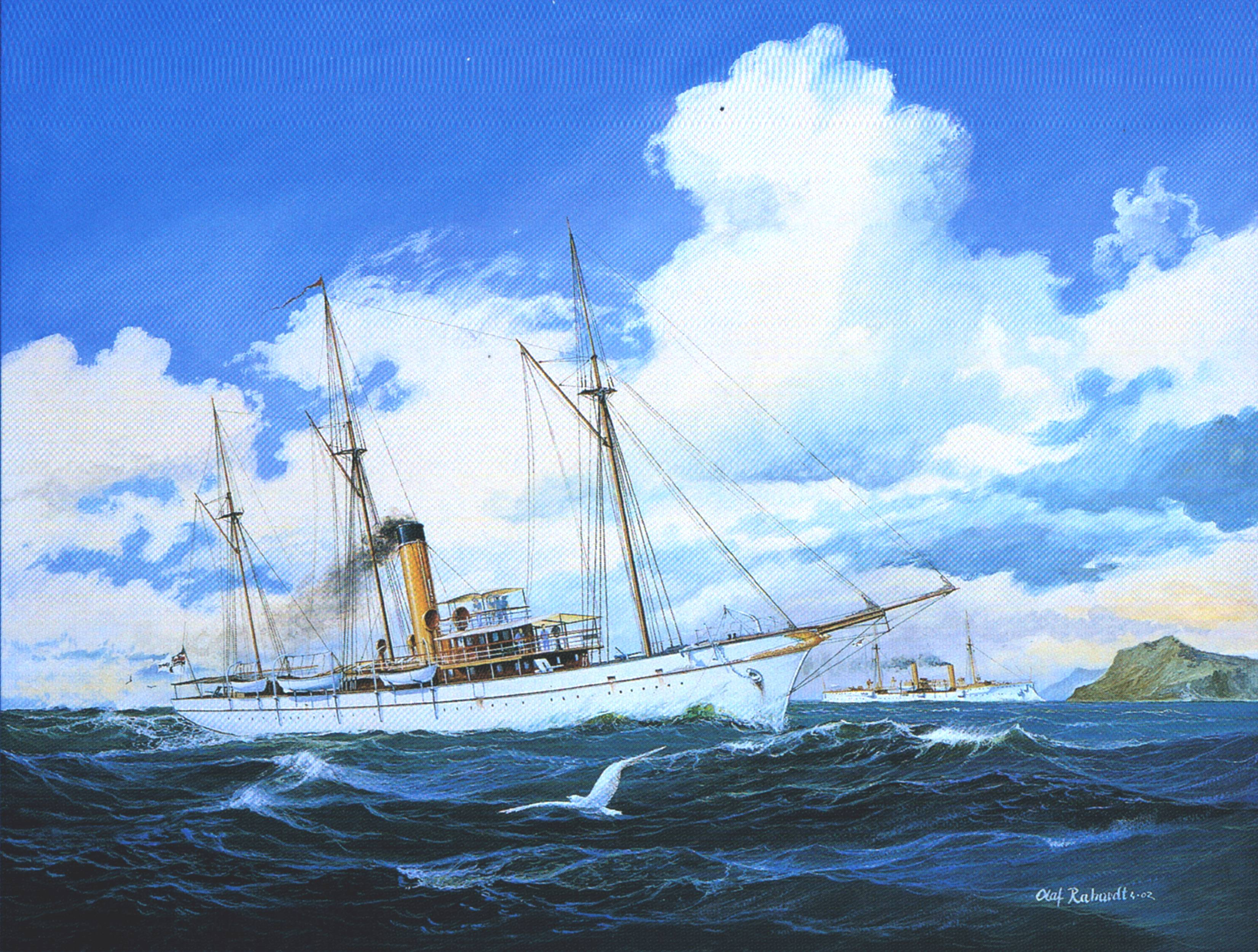
Kanonenboot Restaurador. Gemälde von Marinemaler Olaf Rahardt, Gouache/Tempera, 2002

In der Folgezeit operierte die Restaurador vor La Guaira, Curaçao und anderen Orten vor der venezolanischen Küste. In diese Zeit fiel auch der routinemäßige Besatzungswechsel, bedingt durch den Ablösetransport von und nach Deutschland. Lediglich Türk verblieb an Bord. Am 23. Februar 1903 wurde das Kanonenboot im Hafen von Puerto Cabello den venezolanischen Behörden übergeben, da die Blockade beendet war. Damit endete diese ungewöhnliche Episode der deutschen Marinegeschichte:
„Uns Überlebenden wird die Erinnerung an die karibische Piratenzeit – die amerikanischen Blätter beliebten, uns die caribbean pirates zu nennen – und an den kleinen Restaurador eine unvergeßliche bleiben.“

## DieRestauradornach der Rückgabe an die venezolanischen Behörden

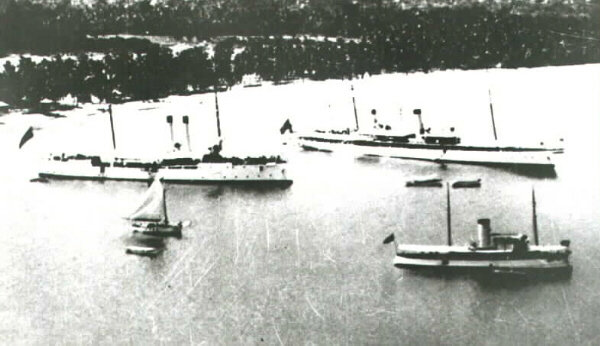
Escuadra venezolana 1925

1920 wurde die Restaurador in General Salom umbenannt. Bartolomé Salom (1770–1863) war ein führender Militär des Unabhängigkeitskriegs gegen Spanien gewesen und 1909 zum Nationalheld erklärt worden. Vermutlich hatte die Umbenennung politische Gründe: Der Name Restaurador war möglicherweise immer noch mit Cipriano Castro als selbst ernannter „Erneuerer“ Venezuelas konnotiert. Da Castro bis zu seinem Tod 1924 im puerto-ricanischen Exil immer wieder auf eine Rückkehr nach Venezuela spekulierte, könnte es ein Versuch seines Nachfolgers Gómez´ gewesen sein, die Erinnerung an Castro auszulöschen.
Das Schicksal der General Salom ist unbekannt. Gómez reformierte zwar beständig Heer, Marine und Luftwaffe, setzte aber stark auf den Aufbau der Fliegerstreitkräfte, die durch eine französische Militärmission ausgebildet wurden. Als im August 1929 der deutsche Frachtdampfer Falke als Revolutionsschiff vor Venezuela operierte, wurde lediglich der alte Kreuzer Mariscal Sucre gegen ihn eingesetzt. Die General Salom wurde 1950, vermutlich auf der Werft von La Guaira, abgewrackt.